# ملعب باسينكي
ملعب باسينكي هو متعدد الأغراض يقع في براتيسلافا، سلوفاكيا، يتسع لجلوس 11,591 متفرج. يستخدم حالياً في الغالب لمباريات كرة القدم ويعتبر الملعب البيتي لسلوفان براتيسلافا منذ عام 2009. تم بناء الملعب في عام 1962.

## أهم الأحداث التي استضافها
- بطولة أوروبا تحت 21 سنة لكرة القدم 2000

## روابط خارجية
- Stadium Database Article